# Marcos Asfora
Marco Antônio Hazin Asfora (Recife, 24 de junho de 1947) é um enxadrista brasileiro, detentor do título de Mestre FIDE e Mestre Nacional Postal pelo Clube de Xadrez Epistolar Brasileiro, além de ser considerado um dos maiores divulgadores do enxadrismo no Nordeste. Foi ainda o campeão brasileiro de xadrez epistolar pelo Clube de Xadrez Epistolar Brasileiro, entidade que representa oficialmente a International Correspondence Chess Federation no Brasil, no ano de 1987.
Asfora é formado em engenharia civil pela Escola Politécnica de Recife e é engenheiro concursado. No início de 2007 estava preparando uma coletânea de suas melhores partidas comentadas.

## Biografia
Asfora aprendeu a jogar xadrez aos nove anos de idade com a orientação do pai Alexandre Asfora e sua primeira participação em xadrez de competição ocorreu no Torneio dos Escolares Salesianos na década de 1960. Na mesma época passou a frequentar o Clube de Xadrez do Recife, levado pelo tio Eduardo Asfora, um outro grande enxadrista que alcançou, por três vezes, a posição de vice-campeão brasileiro. Posteriormente Eduardo veio a orientar Marcos durante o seu desenvolvimento até que o jovem discípulo atingisse o nível magistral.

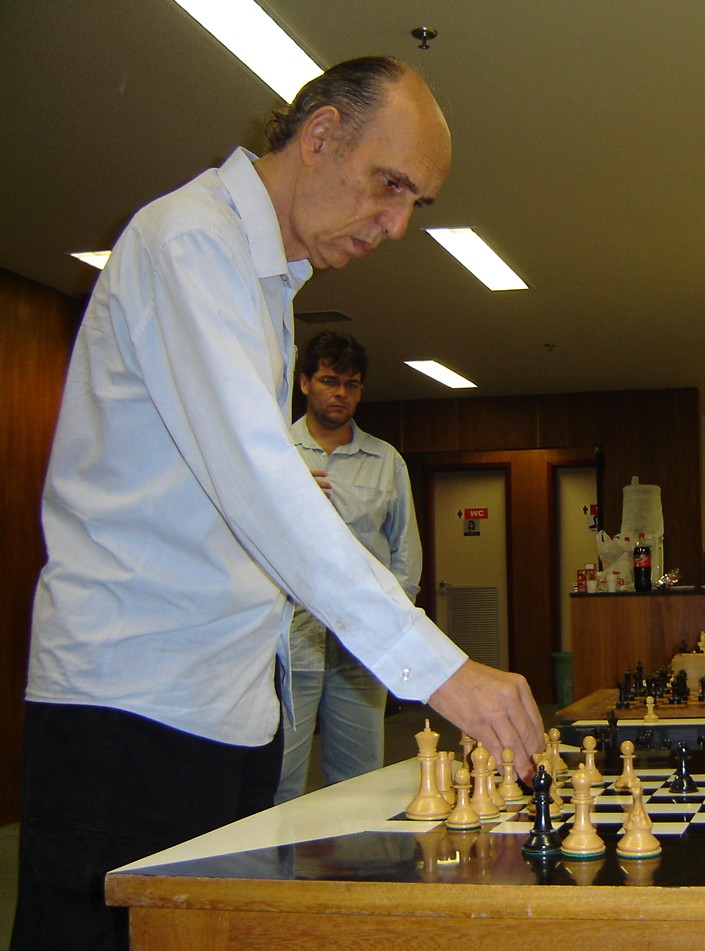
Marcos Asfora ministrando uma simultânea em 2006.

Marcos Asfora foi por duas vezes presidente da Federação Pernambucana de Xadrez, sendo ainda o fundador da Academia Pernambucana de Xadrez, que esteve em funcionamento no período compreendido entre os anos de 1993 e 2003. Em 2007, exerce os cargos de vice-presidente da Confederação Brasileira de Xadrez e diretor da Biblioteca Estadual de Xadrez Christiano Lyra, fundada por Miguel Arraes em 1989, pertencendo atualmente à Secretaria de Esportes. Foi autor de uma coluna de enxadrismo publicada todos os domingos no Jornal do Commercio de 1988 a 1990.
| “ | Praticar muito e estudar, e não mais um nem outro. O estudo é importante e jogar traz experiência necessária ao bom resultado em torneios. No estudo do xadrez é importante dominar bem os finais, nos finais se compreende a essência do xadrez. A principal aquisição (advinda da prática do enxadrismo) é a calma em momentos difíceis, e ter a cabeça fria em situações em que é necessário tomar decisões importantes. | ” |

Em 1986, Marcos Asfora foi o primeiro enxadrista do Nordeste a receber o título vitalício e internacional de Mestre FIDE. Recebeu o título em Fortaleza das mãos do GM Jaime Sunye Neto, o então presidente da Confederação Brasileira de Xadrez.
Os grandes mestres que mais o influenciaram em sua carreira foram Capablanca, Tal e Robert Fischer. Segundo Asfora, "nenhum outro jogador da história foi maior do que Fischer". Na literatura enxadrística, se declara um grande admirador dos tratados de Roberto Grau, um célebre enxadrista e didata argentino.
| “ | Eu tinha o plano de melhorar o meu nível de xadrez em nível nacional, como realmente consegui com tempo e muito esforço, mas não deixei o xadrez atrapalhar a universidade, estudava mais para a faculdade e meu estudo do xadrez foi bastante regular. | ” |

## Titulações
- Tricampeão escolar pernambucano na década de 1960.
- Pentacampeão universitário de 1970 a 1974 pela Escola Politécnica de Pernambuco, onde cursava Engenharia Civil.
- Campeão brasileiro universitário em 1971 na cidade de Porto Alegre.
- Campeão do Nordeste de Xadrez nos anos 1973, 1974 e 1975.
- Em 1976 foi o quarto colocado no Campeonato Brasileiro Absoluto na cidade de João Pessoa, alcançando a posição de quarto jogador do ranking brasileiro.
- Em 1977 foi considerado um dos jogadores mais fortes do Brasil ao vencer a semifinal do Campeonato Brasileiro na cidade de Curitiba e na final, realizada na mesma cidade, ficou em terceiro lugar (se tivesse vencido o GM Jaime Sunye Neto, teria se tornado Campeão Brasileiro Absoluto daquele ano).
- Em 1976 e 1977 representou o Brasil na Olimpíada Mundial de Xadrez.
- Em 1984 alcançou novamente o quarto lugar no Campeonato Brasileiro de Xadrez, realizado na cidade de Cabo Frio no Rio de Janeiro, ocupando a quarta colocação do ranking brasileiro e nas olimpíadas.
- Em 1986 recebeu o título de Mestre FIDE, outorgado pela Federação Internacional de Xadrez.
- Em 1987 foi Campeão Brasileiro de Xadrez na modalidade epistolar.
- Em 1988 recebeu o título vitalício de Mestre Nacional de Xadrez Epistolar.
- Em 1989 foi convidado a jogar o Campeonato Mundial de Xadrez Epistolar, todavia recusou o convite por motivos de ordem pessoal.
- Em 1994 representou o Brasil na cidade de Algarve, em Portugal, jogando contra os países árabes e obtendo como resultado um empate nesse match.
- Em 1995 foi o técnico da equipe brasileira no Campeonato Mundial sub-16, realizado na cidade de Parnaíba.

## Recordes
- Asfora é recordista brasileiro da partida mais longa jogada no Brasil na cidade de Bebedouro, em São Paulo. A partida com Acyr Rogério Calçado, que teve 194 lances, durou 21 horas e 30 minutos e ocorreu na semifinal do Campeonato Brasileiro em 1992.
- Foi por nove vezes Campeão Pernambucano de Xadrez.